# トム・ブヘルスダイク
トム・ブヘルスダイク（Tom Beugelsdijk、1990年8月7日 - ）は、オランダ・ハーグ出身のプロサッカー選手。エールステディヴィジ・ヘルモント・スポルト所属。ポジションは、ディフェンダー(CB)。

## 経歴
地元クラブのADOデン・ハーグの下部組織出身。2部のFCドルトレヒトに2シーズンレンタルされた後、2011年夏に復帰。
2014年5月、FSVフランクフルトの公式ツイッターがブヘルスダイクをフリーで獲得したことを発表。
翌シーズンにデン・ハーグに復帰。
2020年8月14日、スパルタ・ロッテルダムに移籍。
2022年7月16日、ヘルモント・スポルトに3年契約で移籍。